# Volkswagen Futura
El Volkswagen Futura es un prototipo de automóvil desarrollado por la marca alemana, Volkswagen.

## Historia
El Volkswagen Futura se presentó en el Salón del Automóvil de Fráncfort de 1989.

## Diseño y características
El Futura fue un vehículo experimental, extremadamente innovador, con el que Volkswagen imaginó cómo sería un automóvil en 10 o 15 años. Como resultado, el Futura incorporó una gran cantidad de características hasta entonces inauditas en vehículos, como por ejemplo, entre otras muchas, un freno de estacionamiento electrónico, dirección en las cuatro ruedas y un sistema ABS completamente automático. Además contaba con un ordenador de a bordo que permitía aparcar automática en espacios (asistente de aparcamiento).
El motor se diseñó para ser lo más económico posible, con un consumo estimado de uno 6 litros/100 km. Esto lo conseguía con 1.7 L de cilindrada y cuatro cilindros en línea, que, de forma similar a otros modelos Volkswagen de la época, (como el Polo o el Golf) va equipado con un supercargador G-Lader, que mejoraba la eficiencia del combustible ampliamente. Ofrecía 82 CV y 155 N·m de par. Además, el Futura no tenía radiador, en su lugar refrigeraba el motor por un nuevo sistema de enfriamiento por vapor desarrollado específicamente para este Futura.
En la zona exterior, el automóvil daba un aspecto de monovolumen desde algunos ángulos, aunque en contraposición tiene dos asientos y puertas de ala de gaviota; una rara combinación de características.